# صقلاب سوري
الصُقْلاب السوري (باللاتينية: Asclepias syriaca) و (بالإنجليزية: Common milkweed)‏ هو نوع نباتي عشبي ينتمي إلى جنس الصقلاب الذي يتبع الفصيلة الدفلية. يعيش في الأراضي الرطبة وموطنه الأصلي الجزء الشرقي من أمريكا الشمالية، وأخذ اسمه نتيجة التباس مع نوع آخر موطنه المشرق العربي.

## الوصف النباتي
النبات معمر ينتشر بالجذامير. يصل ارتفاعه أحياناً إلى أكثر من متر. يحتوي النبات على مادة سامة بيضاء لزجة تشبه الحليب، ومن هنا أخذ اسمه (بالإنجليزية: Milkweed)‏. للأزهار رائحة ولون جذابان. الثمرة عبارة عن جرابية تنفتق عند النضج.

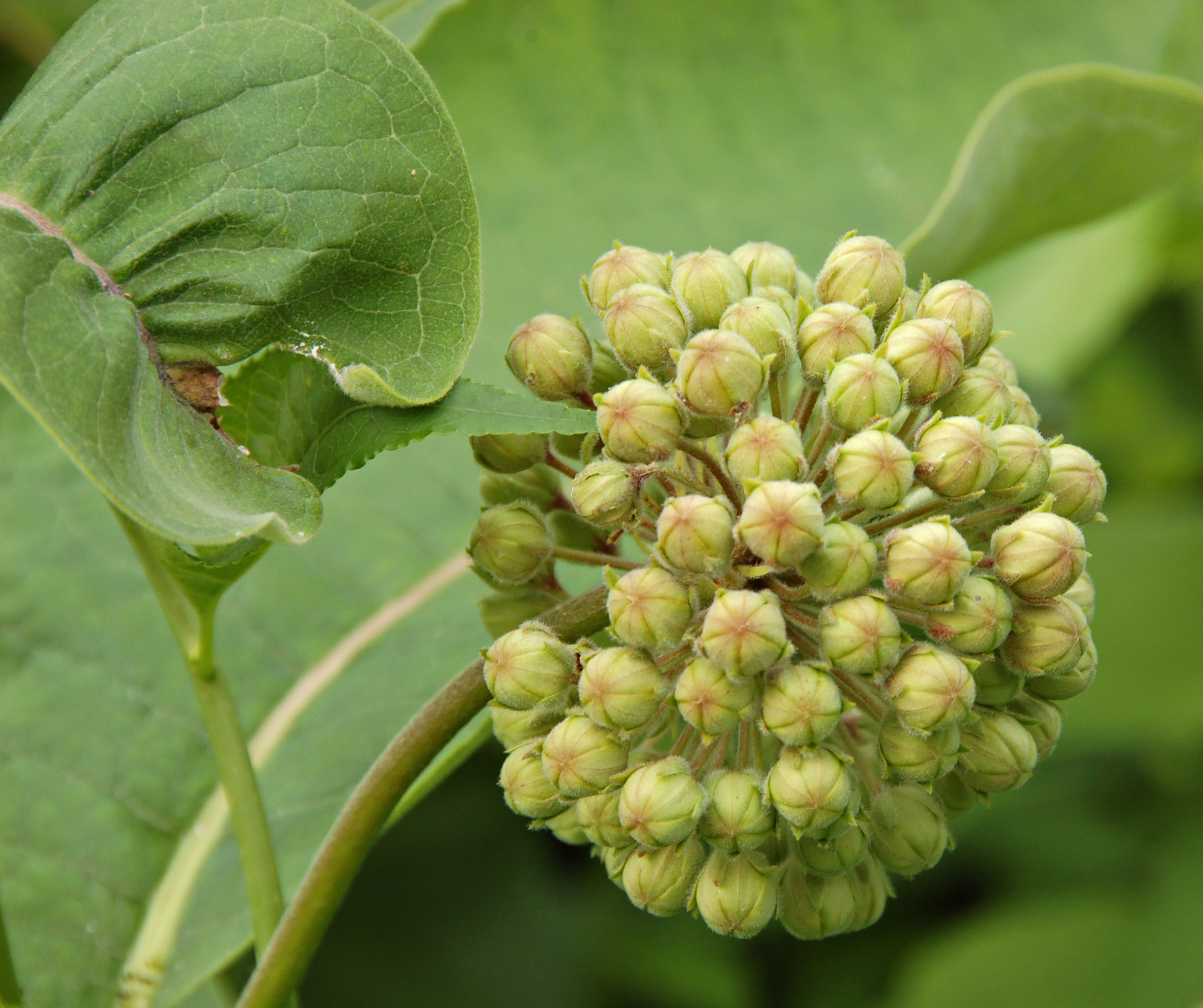
نورات الصقلاب السوري قبل تفتحها

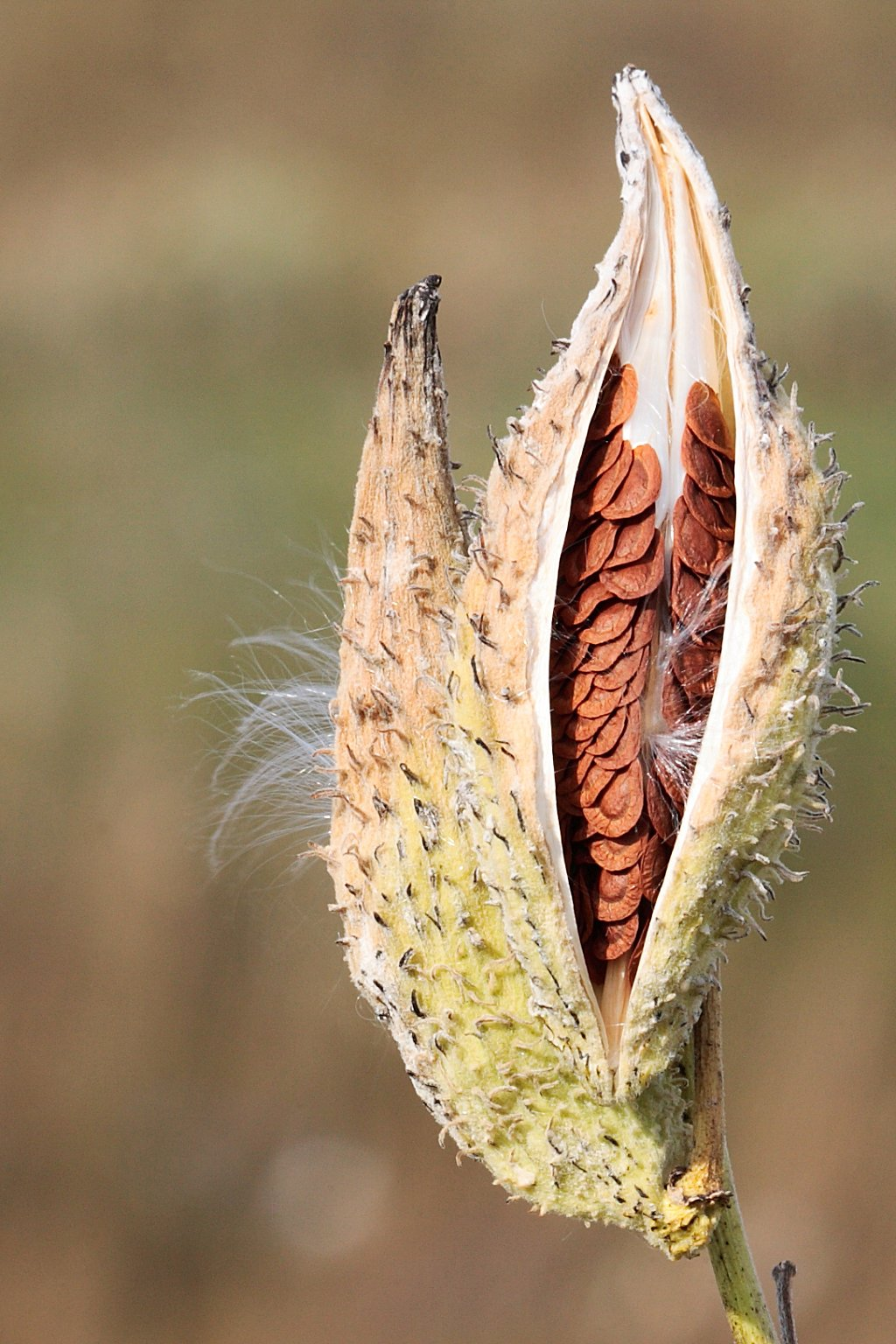
جرابية الصقلاب السوري

## معرض صور

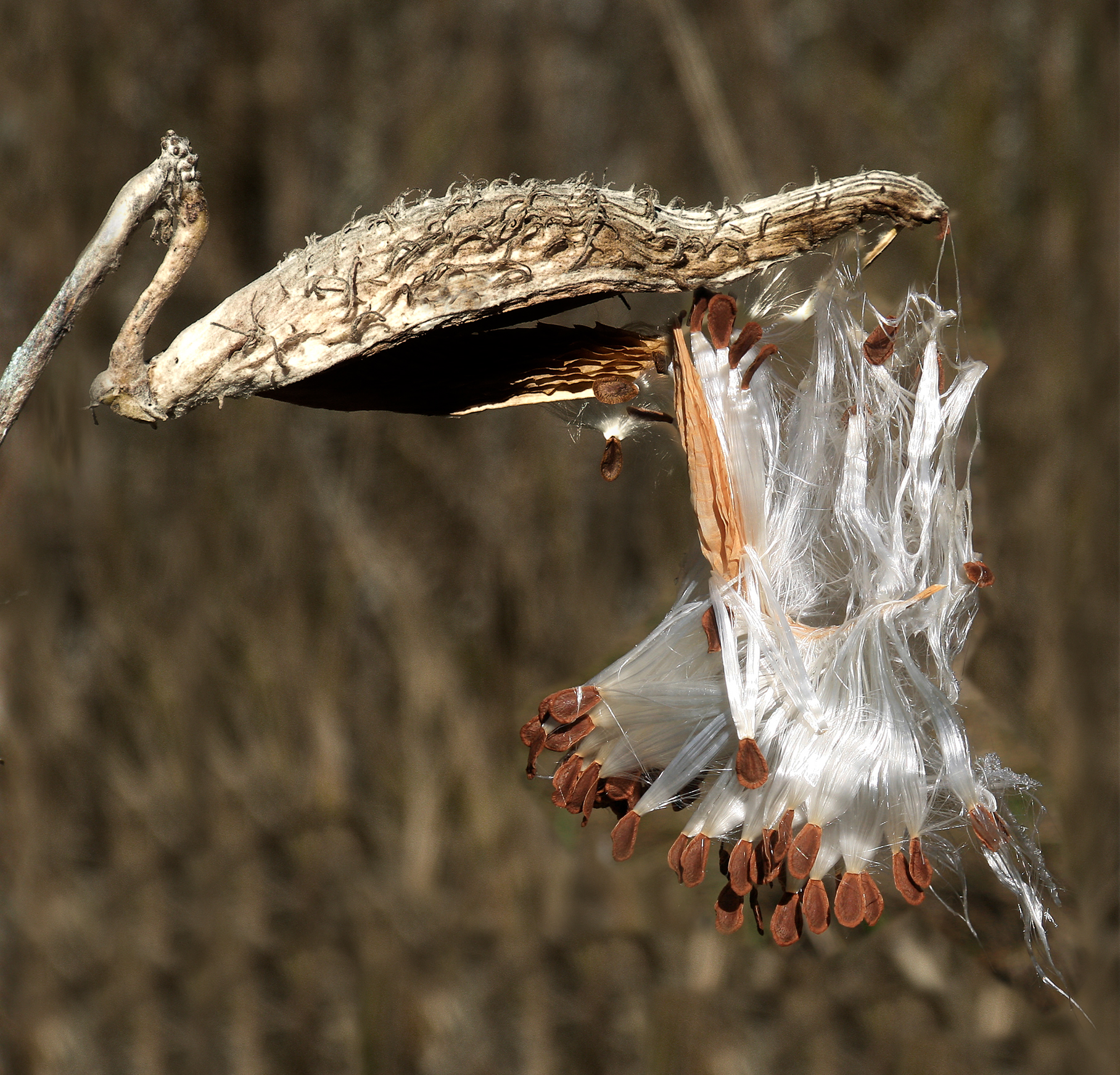
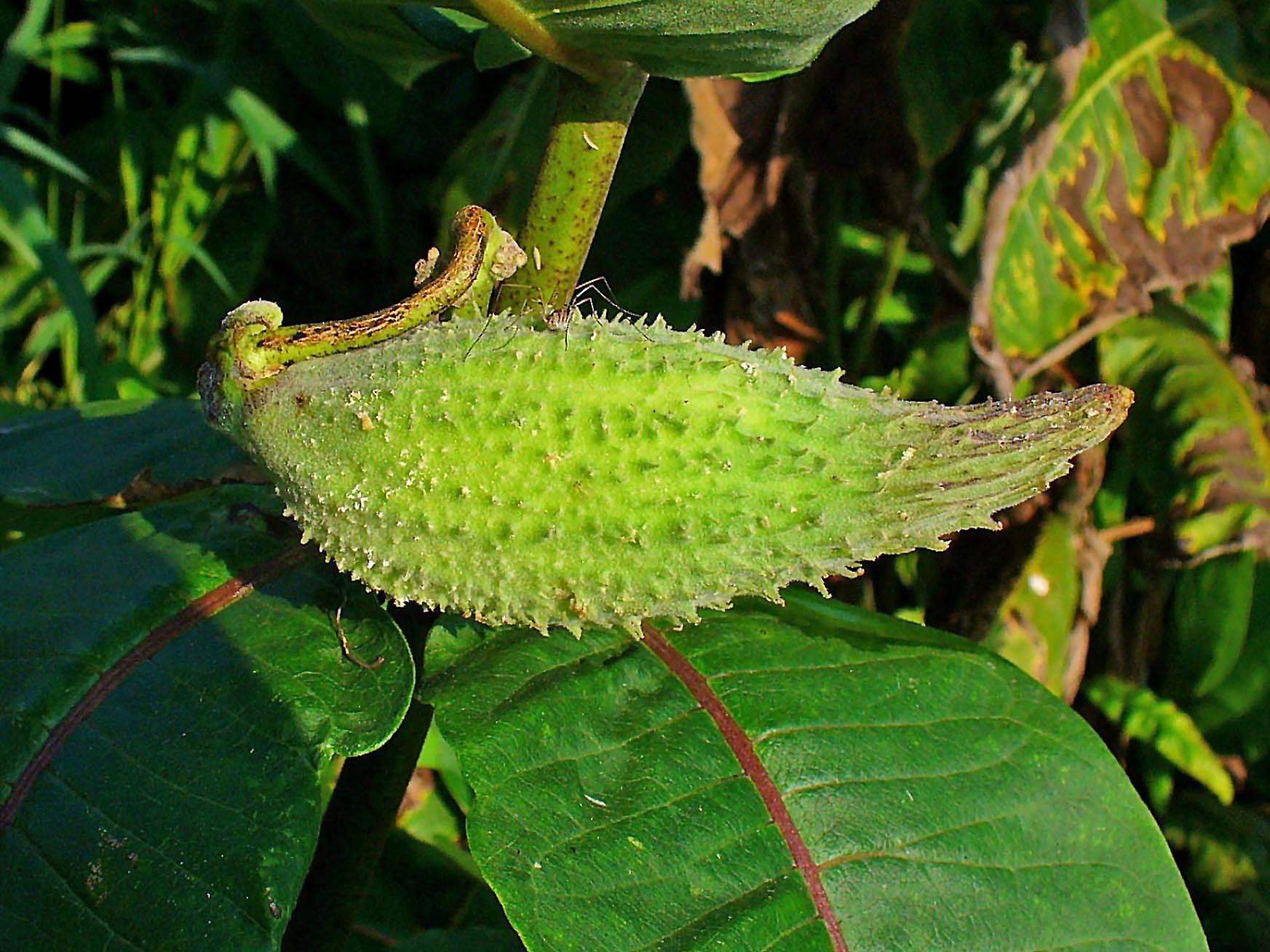
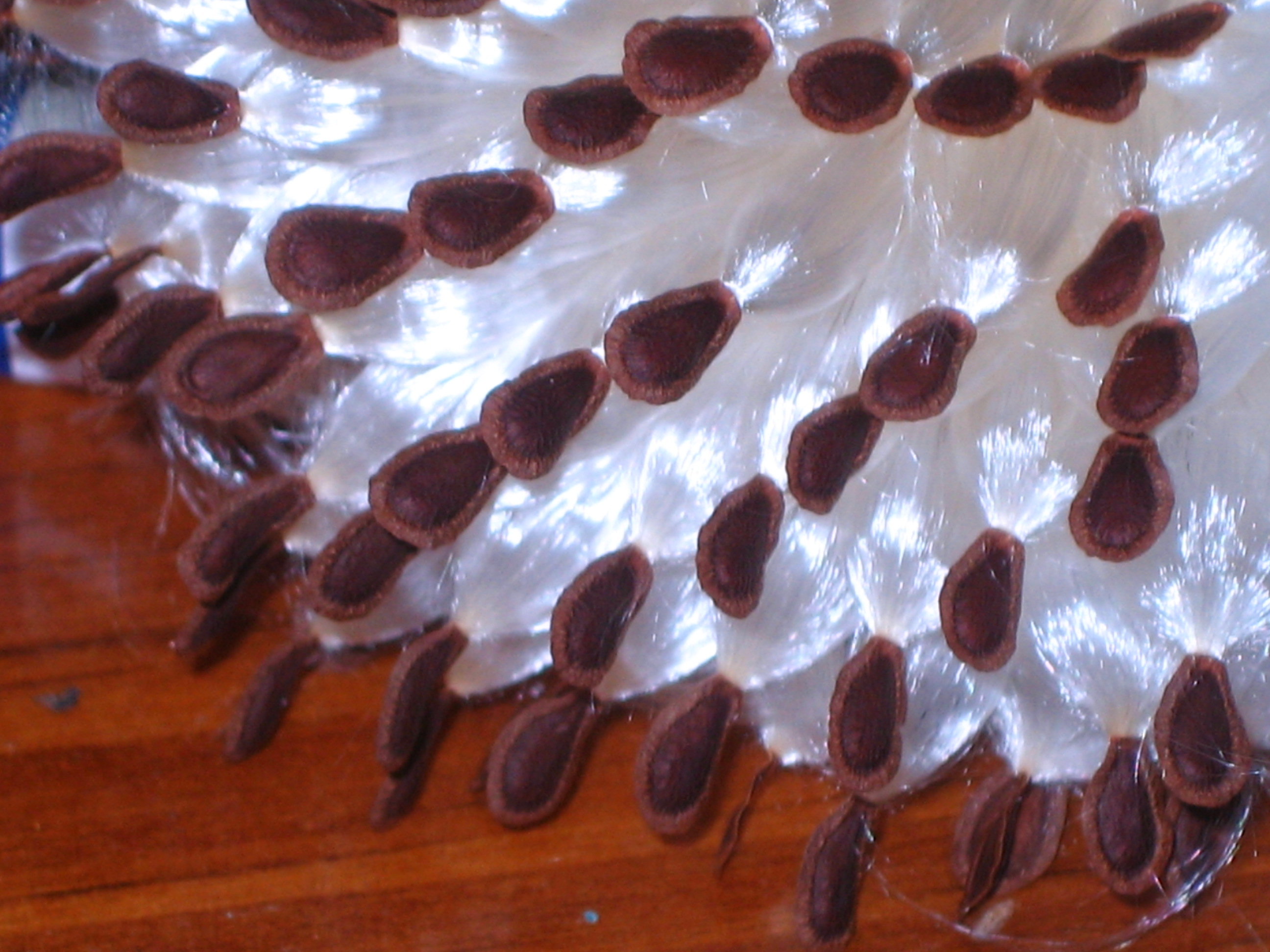
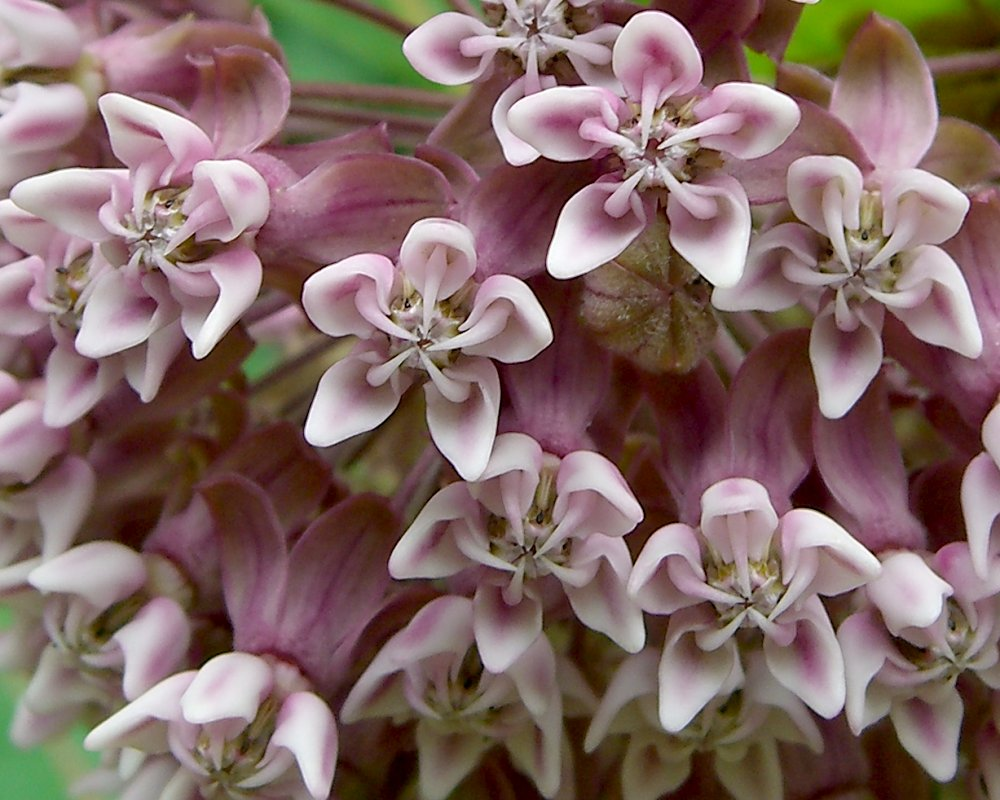